# Heinrich Wilhelm Josias Thiersch

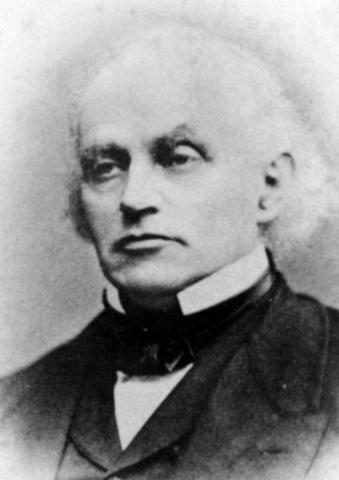
H. W. J. Thiersch
(Jahr unbekannt)

Heinrich Wilhelm Josias Thiersch (* 5. November 1817 in München; † 3. Dezember 1885 in Basel, meist bekannt als H. W. J. Thiersch) war ein deutscher zunächst evangelischer Theologe, später Kirchendiener der frühen katholisch-apostolischen Gemeinden.

## Leben
Thiersch wurde in München als Sohn des Philologen Friedrich Thiersch geboren. Er studierte nach dem Gymnasialabschluss 1833 am (heutigen) Wilhelmsgymnasium München bis 1835 Philologie in München, vor allem bei seinem Vater, Friedrich Thiersch, aber auch bei Friedrich Schelling und Johann Joseph von Görres. 1835 wechselte er an die Universität Erlangen, wo er bis 1837 Theologie bei Hermann Olshausen und Adolf von Harless studierte. 1837 bis 1838 hörte Thiersch Vorlesungen an der Universität Tübingen, wo er sein Studium abschloss. In Erlangen war er 1836 einer der Gründungsmitglieder der christlichen Studentenverbindung Uttenruthia.
Ab 1839 wirkte er als Privatdozent in Erlangen. 1843 wurde Thiersch außerordentlicher Professor der Theologie an der Universität Marburg, 1845 erfolgte seine Berufung zum ordentlichen Professor. Wesentlichen Anteil hatte er als geistiger Vater an der Stiftung der christlichen Studentenverbindung Marburger Wingolf. Zu seinen frühen Werken zählt seine 1841 herausgegebene Monographie De Pentateuchi Versione Alexandrine. 1850 musste er seinen Lehrstuhl auf Grund seines Anschlusses an die katholisch-apostolischen Gemeinden aufgeben. 1853 erlangte er nach langen Kämpfen wiederum eine Stelle als Privatdozent an der Philosophischen Fakultät der Universität Marburg. 1864 zog Thiersch nach München, 1875 nach Basel, wo er am 3. Dezember 1885 verstarb.

## Anschluss an die katholisch-apostolischen Gemeinden
Schon ab Ende der 1830er Jahre begann Thiersch sich für die katholisch-apostolische Bewegung (fälschlich auch als „Irvingianer“ bezeichnet) zu interessieren. 1842 lernte er in München den Evangelisten William Rennie Caird (1802–1894) kennen, von welchem er das Testimonium erhielt. Er gehörte zu den ersten Deutschen, die sich dieser Bewegung anschlossen. Am 17. Oktober 1847 wurde er in Frankfurt am Main durch Thomas Carlyle versiegelt und stand der am Himmelfahrtstag 1848 gegründeten katholisch-apostolischen Gemeinde zu Marburg vor. 1850 musste er seinen Lehrstuhl auf Grund seiner Gemeindezugehörigkeit aufgeben. Thiersch setzte sich schriftlich stark für sich und seine Gemeinschaft sowohl mit der Universität als auch mit der Landeskirche und der Regierung von Hessen-Kassel auseinander, die den katholisch-apostolischen Gemeindemitgliedern mit Repressalien drohte. Auch waren die Gottesdienste in Marburg zeitweilig verboten worden.
In den katholisch-apostolischen Gemeinden war Thiersch in folgenden kirchlichen Ämtern tätig:
- 29. Dezember 1847: Berufung zum Priester, Ordination zum Priester, Vorsteher in Marburg
- 17. April 1849: Berufung zum Engel-Amt
- 18. April 1849: Engel-Weihe / Beauftragter Engel in Marburg
- 1850–1867: Hirte mit dem Apostel (Apostolischer Hirte) für Norddeutschland und Teilnehmer der Ratsversammlung in Albury
- 1864–1869: Beauftragter Engel in München
- ab 1867: Hirte mit dem Apostel für Süddeutschland, Österreich und Schweiz
- 1869–1875: Beauftragter Engel in Augsburg

## Familie
Thiersch war der Sohn des Philologen Friedrich Thiersch und ein Bruder des Mediziners Karl Thiersch und des Malers Ludwig Thiersch. Er war verheiratet mit Bertha Zeller, einer Tochter des Christian Heinrich Zeller. Zusammen hatten sie 13 Kinder, darunter August Thiersch.

## Schriften (Auswahl)
- Versuch zur Herstellung des historischen Standpunktes für die Kritik der neutestamentlichen Schriften (Erlangen 1845)
- Vorlesungen über Katholizismus und Protestantismus (Erlangen 1846; 2. verb. Aufl., Erlangen 1848, 2 Bde.)
- Über christliches Familienleben (8. Aufl., Augsburg 1888)
- Die Kirche im apostolischen Zeitalter (3. Aufl., Augsburg 1879)
- Döllingers Auffassung des Urchristentums (Erlangen 1862)
- Die Strafgesetze in Bayern zum Schutz der Sittlichkeit (München 1868)
- Die Gleichnisse Christi (2. Aufl., Frankfurt 1875)
- Die Bergpredigt Christi (2. Aufl., Augsburg 1878)
- Über den christlichen Staat (Frankfurt 1875)
- Christian Heinr. Zellers Leben (Basel 1876, 2 Bde.)
- Die Anfänge der heiligen Geschichte (Basel 1877)
- Über die Gefahren und Hoffnungen der christlichen Kirche (2. Aufl., Basel 1878)
- Inbegriff der christlichen Lehre (Basel 1886)
- Griechenlands Schicksale vom Anfang des Befreiungskriegs bis auf die gegenwärtige Krisis (Frankfurt 1863)